# Separazione personale dei coniugi
La separazione personale dei coniugi è un istituto giuridico italiano regolamentato dal codice civile italiano (artt. 150 e ss.), dal codice di procedura civile italiano e da una serie di norme speciali. La separazione sospende gli effetti in attesa del divorzio. In questa situazione cessano i doveri di coabitazione e di fedeltà.

## Caratteristiche generali
La separazione si distingue in giudiziale (contenziosa) e consensuale: ha valore di legge quando riconosciuta dal giudice poiché la separazione di fatto non costituisce materia legislativa.

## Tipologia

### Separazione giudiziale
La separazione giudiziale è il procedimento con il quale si ottiene una sentenza di separazione: essa non fa venir meno lo status di coniuge ma incide su alcuni obblighi tipici del matrimonio: una volta separati non si ha l'obbligo di convivenza né di fedeltà né si è più in comunione dei beni (se quello era il regime patrimoniale prescelto dai coniugi), di converso resistono ancora gli obblighi di mantenimento del coniuge, di partecipazione alla gestione della famiglia e di educazione della prole.
La separazione giudiziale, secondo il codice civile italiano, si può avere su istanza di parte o perché ci sono state delle violazioni degli obblighi matrimoniali da parte di uno dei coniugi o perché ci sono delle circostanze oggettive che rendono non più sostenibile la prosecuzione del rapporto.
Il processo inizia con ricorso al presidente del tribunale del luogo in cui è individuata l'ultima residenza della coppia (se non l'hanno mai avuta allora si segue il classico sistema del tribunale competente nel luogo di residenza del convenuto).
Nel ricorso l'istante dovrà fornire gli elementi sui quali si fonda la richiesta e la dichiarazione sull'esistenza di prole (vedremo successivamente che questo è molto importante).
Il presidente del tribunale accogliendo il ricorso fissa con decreto la data della udienza di comparizione dei coniugi. L'istante dovrà provvedere a notificare il decreto all'altro coniuge.
Nel tempo che intercorre tra notifica ed udienza le parti potranno depositare presso la cancelleria del giudice tutte le eventuali memorie scritte nonché le loro dichiarazioni dei redditi (per individuare i cespiti patrimoniali con esattezza).
L'udienza di comparizione si svolge dinanzi al solo presidente del tribunale (questa è la prima delle due fasi nelle quali si divide il processo di separazione). Devono comparire obbligatoriamente e personalmente i coniugi: se non si presenta il coniuge attore (colui che ha promosso il processo), il presidente dichiara estinto il processo per abbandono degli atti, mentre se non si presenta il coniuge convenuto, il presidente dovrà fissare una nuova udienza ed eventualmente decidere con ordinanza sulle questioni urgenti che non possono essere rimandate alla successiva udienza.
Una volta che i due coniugi compaiono entrambi, il presidente del tribunale compie un tentativo di conciliazione, nel quale cerca di far desistere le parti dal loro intento di separarsi: se le parti si accordano e si riconciliano il presidente redige il processo verbale e la causa si estingue, se le parti non si accordano, il presidente è obbligato a far proseguire la causa dinanzi al giudice istruttore.
L'ordinanza con la quale il presidente del tribunale rinvia la causa al giudice istruttore contiene:
1. decisioni relative all'ambito economico (assegnazione abitazione, mantenimento coniuge)
2. decisioni relative alla prole (affidamento)
3. fissazione del giorno in cui si dovrà tenere l'udienza dinanzi al giudice istruttore
4. fissazione del termine entro il quale il coniuge attore deve costituirsi in giudizio con il deposito di una memoria difensiva ad hoc (in realtà ha i contenuti di un vero e proprio atto di citazione per cui si possono inserire richieste e fatti nuovi)
5. fissazione del termine entro il quale il coniuge convenuto si deve costituire se non lo ha già fatto partecipando all'udienza di comparizione.

L'ordinanza è immediatamente esecutiva (quindi vale come titolo esecutivo idoneo ad attivare il processo di esecuzione forzata); è modificabile e revocabile in qualsiasi momento dal giudice istruttore; è appellabile mediante reclamo presso la Corte d'appello.
L'ordinanza deve essere notificata sia al coniuge convenuto sia al PM (il PM, cioè Pubblico Ministero, è parte necessaria nel processo di separazione perché chiamato a tutelare gli interessi dei figli eventualmente lesi dai genitori); il Pm può produrre nuove prove o avanzare richieste e impugnare la sentenza se lede gli interessi patrimoniali dei figli.
La fase dinanzi al giudice istruttore (la seconda fase del processo di separazione) è simile ad un processo di cognizione in rito ordinario con alcune differenze: il giudice non può tentare nuovamente la conciliazione e può assumere d'ufficio nuove prove relative alla prole.
Se oltre all'istanza di separazione in sé ci sono altre questioni da trattare (divisione del patrimonio, affidamento figli) il giudice può emettere una sentenza non definitiva di separazione con la quale sentenzia immediatamente la separazione e fa proseguire la causa per risolvere le altre questioni (impugnabile entro 10 giorni dalla notifica).
Una volta giunto a conclusione il processo, il tribunale emette la sentenza di separazione, che può essere impugnata come ogni ordinaria sentenza.
Se richiesto, il giudice addebita ad una delle due parti la separazione (quella che ha violato i doveri coniugali). Questo incide sui diritti successori e sull'assegno di mantenimento.

L'art. 143 c.c. stabilisce i diritti e doveri reciproci dei coniugi e precisamente: "[...] Dal matrimonio deriva l'obbligo reciproco alla fedeltà, all'assistenza morale e materiale, alla collaborazione nell'interesse della famiglia e alla coabitazione. Entrambi i coniugi sono tenuti, ciascuno in relazione alle proprie sostanze e alla propria capacità di lavoro professionale o casalingo, a contribuire ai bisogni della famiglia". Si ritiene che tra gli obblighi coniugali, la cui violazione può dar luogo all'addebito della separazione, rientrino i rapporti sessuali. Sul punto, la sentenza Cass, 23 marzo 2005, n. 6276, ha stabilito che "il comportamento del coniuge, il quale ripetutamente si riﬁuti di intrattenere rapporti sessuali con l’altro, giustiﬁca da solo la pronuncia di addebito della separazione".
La Cassazione ha ribadito, con sentenza n. 16270/2013 Archiviato il 29 ottobre 2013 in Internet Archive., che l'infedeltà comporta l'addebito della separazione solo quando è causa della rottura del rapporto coniugale (affectio coniugalis) e non quando il tradimento avviene perché il rapporto di coppia era già compromesso e, pertanto, la relazione extraconiugale costituisce una mera conseguenza. 
Il giudice può affidare il godimento della casa coniugale ad uno dei due coniugi, soltanto se questi è affidatario di figli minorenni, o di figli maggiorenni incolpevolmente non autosufficienti, non in ragione della condizione economica dei coniugi (art. 155 c.c. comma quater, e art. 6 comma 6 l. 898/1970).
Gli obblighi di mantenimento non sussistono se le parti hanno sottoscritto un contratto prematrimoniale, che dispone diversamente (art. 155 c.c.). Non è necessario l'atto notarile, può essere formulato come scrittura privata con autentica di firma e autocertificazione che le parti sono in grado di intendere e di volere.

### Separazione consensuale
La separazione consensuale è uno dei due modi per ottenere la separazione legale tra coniugi (l'altro è la separazione giudiziale).
Si chiama consensuale proprio perché prevede il consenso espresso di entrambi i coniugi che giungono ad un accordo sulla spartizione dei loro beni in comunione e sull'affidamento dei figli nonché su tutte le possibili questioni connesse ad una separazione.
Il consenso delle parti può essere originario se il ricorso è presentato da tutte e due le parti ma può anche essere successivo, nel senso che la separazione può partire come giudiziale (istanza di una sola parte) e poi divenire consensuale successivamente: la dottrina è dibattuta su quale possa essere il termine ultimo per esprimere il consenso, c'è chi lo individua nel tentativo di riconciliazione, c'è chi dice addirittura che sia la fase dinanzi al giudice istruttore (quando ormai siamo oltre la metà della causa).
Il consenso naturalmente si può anche revocare: la dottrina prevalente dice che termine ultimo per revocare il consenso sia l'udienza di comparizione cioè il momento nel quale il giudice dovrebbe prendere atto del fallimento del tentativo di riconciliazione.
L'accordo tra i due coniugi deve essere sottoposto all'analisi del tribunale che, con le formalità della camera di consiglio, valuta che l'accordo sia coerente con la legge e che vengano rispettati i diritti della prole.
Se la valutazione è favorevole allora omologano l'accordo con decreto (impugnabile con appello in Corte d'appello).
Se la valutazione è sfavorevole vengono trasmessi tutti gli atti al giudice istruttore affinché la causa prenda il corso di una separazione giudiziale.
In caso di separazione consensuale, si può anche optare per la negoziazione assistita in Comune, senza passare dal Tribunale. In presenza di figli minori o maggiorenni disabili è prevista per legge l’assistenza di un avvocato.

### Separazione di fatto
La separazione di fatto non ha alcun effetto legale sul matrimonio, pur potendo essere uno dei presupposti oggettivi per la richiesta di separazione legale.

## L'abbandono del tetto coniugale: una "separazione di fatto"
Un caso di separazione non legale e di fatto è quello del coniuge che si reca a vivere stabilmente in altra dimora, in presenza o meno di un partner diverso.
Il reato non sussiste se il coniuge si allontana con preavviso all'altro della propria intenzione di separarsi non necessariamente motivata (anche se non ancora formalizzata da un'istanza al giudice), oppure in presenza di giusta causa.
Sono esempi di giusta causa, purché precedenti l'abbandono, la violenza fisica o verbale nelle mura domestiche, il tradimento del coniuge convivente, il trasferimento della sede di lavoro in luogo lontano dalla dimora abituale, l'insoddisfazione sessuale, ma anche una più generica incompatibilità caratteriale / incomunicabilità o litigiosità dei coniugi che rendono impossibile il proseguimento della convivenza.
Il coniuge può chiedere alla forza pubblica di constatare il fatto con un verbale per abbandono del tetto coniugale, reato penalmente perseguibile dietro querela della persona offesa (art. 570 c.p.).
La giurisprudenza ha rilevato l'incongruenza della norma con le innovazioni del diritto di famiglia:
- introduzione del divorzio per cui non sono richieste motivazione o giusta causa;
- facoltà del coniuge di lasciare senza conseguenze legali (civili o penali) la casa coniugale dopo pochi giorni con una semplice comunicazione scritta non motivata o sindacabile al coniuge e/o deposito di un'istanza di separazione in tribunale;
- sproporzione evidente delle conseguenze civili e penali per l'inosservanza di tale prassi ― con un abbandono improvviso e non preannunciato della casa coniugale ― e il potenziale danno arrecato al coniuge da un mancato preavviso che, rispettando le norme, si tradurrebbe in un tempo tecnico di qualche giorno;
- imprescindibilità (e conseguente obbligatorietà) dell'accertamento della causa di abbandono per verificare la sussistenza del reato e del profilo penale[8] tramite indagini sulla sfera intima e privata del coniuge lesìve della dignità e privacy, in particolare dopo le tipizzazioni di giusta causa nelle sentenze della Suprema Corte non strettamente legate alla condotta dei querelanti all'esterno delle mura domestiche.

Date le precedenti tipizzazioni di giusta causa, la sola volontà di un coniuge è più volte stata ritenuta dalla Cassazione una giusta causa di abbandono, senza possibile sindacato di merito da parte del giudice. Pertanto, l'assenza di giusta causa è ridotta in via residuale ai soli casi di reale disvalore etico e sociale: «la qualità di coniuge non è più uno stato permanente, ma una condizione modificabile per la volontà, anche di uno solo, di rompere o sospendere il vincolo matrimoniale. Volontà la cui autonoma manifestazione, pur se non perfezionata nelle specifiche forme previste per la separazione o lo scioglimento del vincolo coniugale, può essere idonea ad interrompere senza colpa e senza effetti penalmente rilevanti taluni obblighi, tra i quali quello della coabitazione».
Raramente perseguito con il carcere, l'abbandono del domicilio domestico pregiudica tuttavia qualsiasi diritto e interesse legittimo dell'altra parte a percepire un assegno di mantenimento in caso di necessità economica (art. 143 del codice civile), in quanto la violazione dell'obbligo di coabitazione fa decadere anche l'obbligo di mantenimento e assistenza.
Comporta automaticamente l'affidamento all'altro coniuge dei figli e della casa coniugale, e la separazione con addebito di tutte le spese.
L'abbandono pregiudica anche la quota legittimaria della moglie/marito in caso di eredità, e di partecipare alla propria quota per le proprietà acquisite dopo il matrimonio, se si è optato per il regime di comunione dei beni.

## Il procedimento presso il Comune
Il decreto legge 12 settembre 2014, n. 132 - convertito con modificazioni dalla legge 10 novembre 2014, n. 162 - ha introdotto la possibilità di rivolgersi presso i comuni italiani, come alternativa al giudizio civile presso un tribunale ordinario.
Si può operare in autonomia rivolgendosi direttamente all'ufficiale dello stato civile del Comune di residenza di uno dei coniugi o del Comune presso cui è stato celebrato il matrimonio o nel Comune dove è stato trascritto il matrimonio celebrato all'estero, anche senza l'assistenza di un avvocato (negoziazione assistita).

### Requisiti
1. L'accordo di separazione sottoscritto davanti l'ufficiale dello stato civile non può contenere patti di trasferimento patrimoniale.
L'accordo di separazione non potrà contenere dunque disposizioni riguardanti patti di natura economica come, a titolo esemplificativo, previsioni di rilascio immobili, assegnazione di casa coniugale, assegni di mantenimento, ed altro ancora.
In caso contrario bisogna affidarsi ad un legale che potrà procedere con la negoziazione assistita di tipo familiare.
2. La separazione dei coniugi presso l'Ufficio di Stato Civile non può esperirsi in presenza di figli minori, di figli maggiorenni incapaci o portatori di handicap grave, o economicamente non autosufficienti.
In caso contrario bisogna affidarsi ad un legale per procedere in tribunale.
È necessario, quindi, che i coniugi –prima di presentarsi innanzi all'Ufficiale di stato civile per separarsi- abbiano ben chiare le condizioni che regoleranno la loro separazione.

### La procedura
È necessario recarsi presso l'Ufficio dello Stato Civile del proprio Comune chiedendo formalmente di volersi separare.
L'assistenza di un avvocato è facoltativa. Al primo incontro si devono presentare entrambi i coniugi con un documento di identità valido e con una copia dello stesso documento di identità da rilasciare all'ufficio. Sono dovuti altresì 16,00 € per i diritti di segreteria da pagarsi direttamente all'interno dell'ufficio anagrafe.
L'ufficiale dello stato civile riceve quindi da entrambe le parti – presenti personalmente – la dichiarazione che esse stesse vogliono addivenire consensualmente ad una separazione. Invita poi le parti a comparire ad un secondo incontro dopo 30 gg per la conferma delle volontà. Decorsi trenta giorni dal primo appuntamento, le parti devono comparire nuovamente davanti l'Ufficiale dello Stato Civile per la conferma dell'accordo.
Se viene concesso il nulla osta, la procedura di separazione è conclusa.

## In alcuni paesi

### Canada
In Canada, i termini "separazione legale" o "separazione giudiziale" sono spesso utilizzati in modo informale per descrivere una situazione di separazione in cui una coppia ha formalizzato alcuni accordi o stipulato un contratto. Tuttavia, questa situazione è diversa dallo specifico status giuridico di separazione legale/giudiziale che esiste in alcune altre giurisdizioni e che richiede il ricorso ai tribunali. In quanto tale, la separazione legale non esiste in Canada, ma il termine "separazione legale" è diventato ampiamente utilizzato per descrivere il contratto che viene stipulato tra due coniugi durante la loro separazione.

### U.S.A.
Negli Stati Uniti d'America la separazione legale può riguardare la divisione dei beni, la divisione dei debiti, l'affidamento e il mantenimento dei figli. Nell'85% dei 50 Stati esiste la separazione legale. Un accordo di mantenimento separato non è una separazione legale e pertanto gli alimenti e l'affidamento dei figli non vengono generalmente risolti. Un accordo di mantenimento separato viene spesso confuso con una separazione legale, che viene depositata in tribunale. Gli accordi di mantenimento separati sono contratti tra coniugi che non vengono approvati dal tribunale. Sono simili agli accordi prematrimoniali.

### Irlanda
Prima della promulgazione del Judicial Separation and Family Law Reform Act 1989, l'unico mezzo di separazione giudiziale disponibile nella Repubblica d'Irlanda era una richiesta di scioglimento forzato del matrimonio. Questa poteva essere ottenuta solo per adulterio, crudeltà o "atti innaturali" (un concetto mai definito dal legislatore o dai tribunali).